# غاري لين هاريس
غاري لين هاريس (بالإنجليزية: Gary Lynn Harris)‏ هو مهندس كهربائي أمريكي، ولد في 1953.